# Guangzhou
Guangzhou (förenklad kinesiska: 广州; traditionell kinesiska: 廣州; pinyin: guǎng zhōu; Jyutping: gwong2 zau1) eller Kanton (svenska från den portugisiska translittereringen Cantão), tidigare även Kwangchou, är en stad på subprovinsiell nivå i södra Kina och huvudstad i provinsen Guangdong. Centrala Guangzhou har cirka 5 miljoner invånare, medan hela storstadsområdet har 12 miljoner invånare.
Staden är känd som Canton eller Kanton. Det senare var det namn som gavs staden av de första européerna som besökte området; namnet är relaterat till provinsnamnet Guangdong. Namnet Guangzhou används både på motsvarande länsnivå och kommunnivå, så som Stockholms län och Stockholms kommun.

## Geografi
Guangzhou är beläget i det extremt snabbväxande och ekonomiskt expanderande området runt Pärlflodens delta, som räknas till världens snabbast växande storstadsregioner. Hela Pärlflodsdeltats ekonomiska zon, som sedan 1994 används som en definition för regional planering av provinsens myndigheter, hade en bofast befolkning på 46 miljoner på en yta av 41 516 kvadratkilometer år 2006 (exklusive Hongkong och Macao). Denna region består, förutom Guangzhou, av flera till varandra närbelägna storstäder som exempelvis Dongguan och Shenzhen i sydost och Foshan, Jiangmen och Zhongshan i syd och sydväst.

### Klimat
Den regnigaste månaden är maj, med i genomsnitt 284 mm nederbörd, och den torraste är december, med 32 mm nederbörd.
Uppmätta normala temperaturer och -nederbörd i Guangzhou:
|                                            | Jan  | Feb  | Mar  | Apr  | Maj  | Jun  | Jul  | Aug  | Sep  | Okt  | Nov  | Dec  |
| ------------------------------------------ | ---- | ---- | ---- | ---- | ---- | ---- | ---- | ---- | ---- | ---- | ---- | ---- |
| Normaldygnets maximitemperaturs medelvärde | 18,3 | 18,5 | 21,6 | 25,7 | 29,3 | 31,5 | 32,8 | 32,7 | 31,5 | 28,8 | 24,5 | 20,6 |
| Normaldygnets minimitemperaturs medelvärde | 10,3 | 11,7 | 15,2 | 19,5 | 22,7 | 24,8 | 25,5 | 25,4 | 24,0 | 20,8 | 15,9 | 11,5 |
|                                            |      |      |      |      |      |      |      |      |      |      |      |      |
| Nederbörd                                  | 41   | 69   | 85   | 201  | 284  | 276  | 233  | 227  | 166  | 87   | 35   | 32   |

| Diagram | temperaturer i °C • månadsnederbörd i mm | temperaturer i °C • månadsnederbörd i mm | temperaturer i °C • månadsnederbörd i mm | temperaturer i °C • månadsnederbörd i mm | temperaturer i °C • månadsnederbörd i mm | temperaturer i °C • månadsnederbörd i mm | temperaturer i °C • månadsnederbörd i mm | temperaturer i °C • månadsnederbörd i mm | temperaturer i °C • månadsnederbörd i mm | temperaturer i °C • månadsnederbörd i mm | temperaturer i °C • månadsnederbörd i mm | temperaturer i °C • månadsnederbörd i mm |
|         | 41 18 10                                 | 69 19 12                                 | 85 22 15                                 | 201 26 20                                | 284 29 23                                | 276 32 25                                | 233 33 26                                | 227 33 25                                | 166 32 24                                | 87 29 21                                 | 35 25 16                                 | 32 21 12                                 |

## Historia
Efter att ha varit huvudort i kungariket Nan-yüe erövrades staden 221 f.Kr. av Qin Shi Huangdi och lades under det kinesiska väldet. 207-111 var Kanton åter huvudstad i det återupprättade Nan-yüe. Kanton var en tämligen perifer stad, vilket bidrog till att kejsarna efter den portugisiska upptäckten av Kina 1526 uppmuntrade Guangzhou som den enda staden öppen för européer, på tryggt avstånd från Peking.

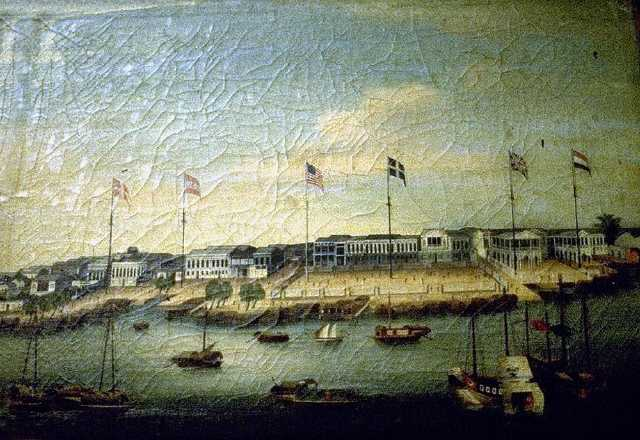
Målning av de utländska faktorierna i Kanton 1780, där bland annat Sveriges flagga kan ses i mitten.

Mellan 1760 och 1839 var staden den enda för européer öppna hamnen i Kina, sannolikt vald på grund av sitt stora avstånd från huvudstaden, och endast ett begränsat antal kinesiska köpmän, så kallade hong (säkerhetsköpmän), fick förmedla handeln med utlänningarna. De var i allmänhet mycket förmögna och bekanta för sträng redbarhet. Kanton var den stad där Svenska Ostindiska Companiet i likhet med alla andra samtida europeiska handelsbolag bedrev handel under denna tidsperiod.
1842 efter Opiumkriget blev Kanton fördragshamn. Andra opiumkriget startade i Kanton och var under kriget en av de mest utsatta platserna.
Under Qingdynastin bestod Kanton av manchu-staden eller gamla staden och den nya staden, mellan den förra och floden, samt flera förstäder längs floden. Den var omsluten av en 10 km lång, 12 meter hög och 7 meter bred mur med gravar. En annan mur skilde den gamla staden, som upptog fem sjättedelar av hela ytan, från den nya. Staden genomskars av flera kanaler och omkring 600 gator, som var långa, raka och stenlagda. Staden hade en egendomlig prägel genom den stora livligheten på floden. Pärlfloden är i staden något bredare än Themsen vid Londonbron och 7 meter djup, och var på den tiden alltid täckt med fartyg av alla slag, så att hela floden mittför Guangzhou liknade en flytande stad.

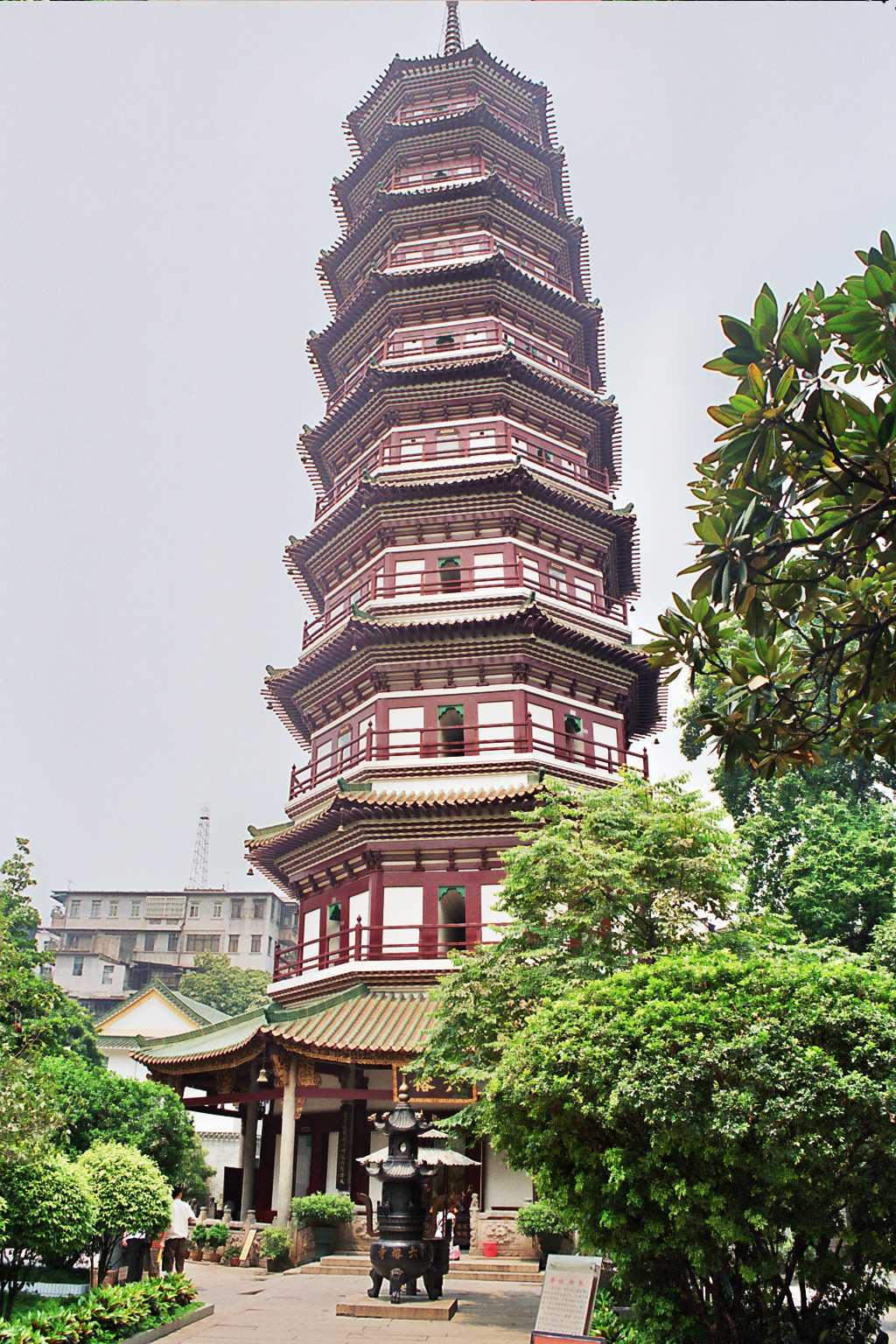
Blomsterpagoden i Guangzhou.

Den egentliga staden hade två pagoder (en moské från 900-talet, den andra, en oktogon från 500-talet), 120 tempel, salar och andra religiösa byggnader samt flera buddhistkloster.
Utlänningarna bodde på ön Shamian (i nuvarande Liwan-distriktet), som 1861 utskiftades så, att engelsmännen erhöll fyra och fransmännen en femtedel av ön. De europeiska kvarteren hade en evangelisk och en katolsk mission, flera kyrkor, däribland den storartade franska kyrkan, skolhus, sjuk- och försörjningshus samt stora varumagasin längs floden.
1917-26 var Kanton Sun Yat-sens och Kuomintangpartiets högkvarter varefter den Nationella revolutionära armén erövrade Yangtzedeltat och upprättade en ny nationell regering i Nanking. Under åren september 2002 - november 2009 fanns det ett svenskt generalkonsulat i Kanton.

## Ekonomi och demografi

### Utvecklingsplan
I januari 2009 godkände Nationella folkkongressen, det högsta lagstiftande organet i Folkrepubliken Kina en utvecklingsplan för Pärlflodens deltaregion. Den 19 mars 2009 var Guangzhous kommunala regering och Foshans kommunala regering eniga om att ta fram ett ramverk för att bygga samman de båda tätt liggande städerna.

### Administrativ indelning
Guangzhous storstadsområde omfattar elva stadsdistrikt på häradsnivå:
| Guangzhous stadsdistrikt                                                       | Namn   | Kinesiska    | Pinyin     | Befolkning (2020) | Yta (km²) | Befolknings- täthet (inv/km²) |
| ------------------------------------------------------------------------------ | ------ | ------------ | ---------- | ----------------- | --------- | ----------------------------- |
| Liwan Yuexiu Haizhu Tianhe Baiyun Huangpu Panyu Huadu Nansha Conghua Zengcheng |        |              |            |                   |           |                               |
| Yuexiu                                                                         | 越秀区 | Yuèxiù qū    | 1 038 643  | 33,80             | 30 729    |                               |
| Liwan                                                                          | 荔湾区 | Lìwān qū     | 1 238 305  | 59,10             | 20 953    |                               |
| Haizhu                                                                         | 海珠区 | Hǎizhū qū    | 1 819 037  | 90,40             | 20 122    |                               |
| Tianhe                                                                         | 天河区 | Tiānhé qū    | 2 241 826  | 96,33             | 23 272    |                               |
| Baiyun                                                                         | 白云区 | Báiyún qū    | 3 742 991  | 795,79            | 4 703     |                               |
| Huangpu                                                                        | 黄埔区 | Huángpù qū   | 1 264 447  | 484,17            | 2 612     |                               |
| Panyu                                                                          | 番禺区 | Pānyú qū     | 2 658 397  | 529,94            | 5 016     |                               |
| Huadu                                                                          | 花都区 | Huādū qū     | 1 642 360  | 970,04            | 1 693     |                               |
| Nansha                                                                         | 南沙区 | Nánshā qū    | 846 584    | 783,86            | 1 080     |                               |
| Zengcheng                                                                      | 增城区 | Zēngchéng qū | 1 466 331  | 1 616,47          | 907       |                               |
| Conghua                                                                        | 从化区 | Cónghuà qū   | 717 684    | 1 974,50          | 363       |                               |
| Totalt                                                                         | Totalt | Totalt       | 18 676 605 | 7 434,40          | 2 512     |                               |

## Transporter

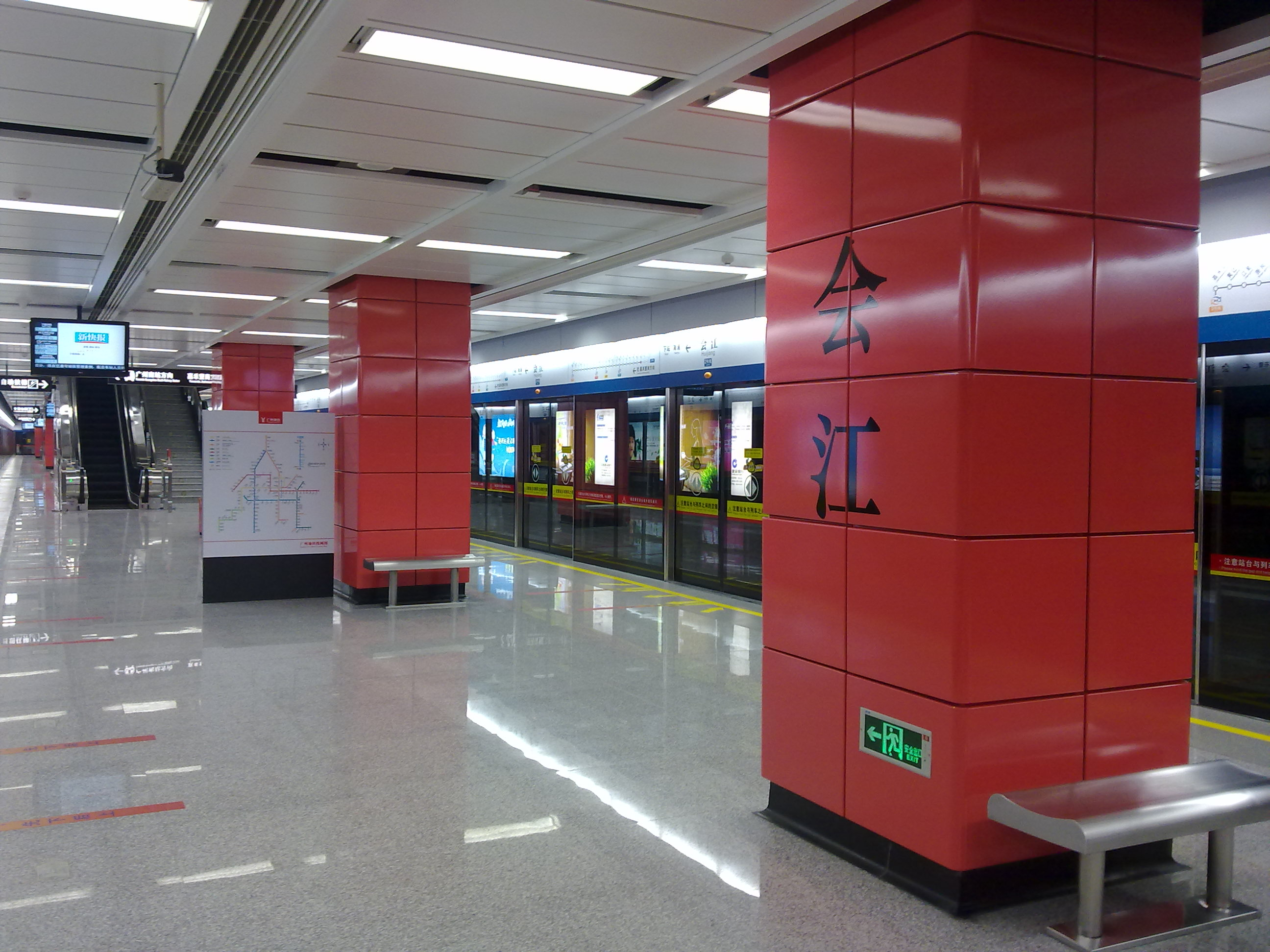
Huijiang Station (会江站) som öppnade 25 september 2010 på linje 2.

### Kollektivtrafik

#### Tunnelbana
När Guangzhous tunnelbana (Guangzhou Metro, kinesiska: 广州地铁; pinyin: Guǎngzhōu Dìtiě) öppnade 1997 var det Fastlandskinas fjärde stad med tunnelbana, efter Peking, Tianjin och Shanghai. År 2011 hade tunnelbanan åtta linjer i drift, och 144 stationer anslutna; bygget pågår och 21 linjer är föreslagna.

#### Bussar, taxi och motorcyklar

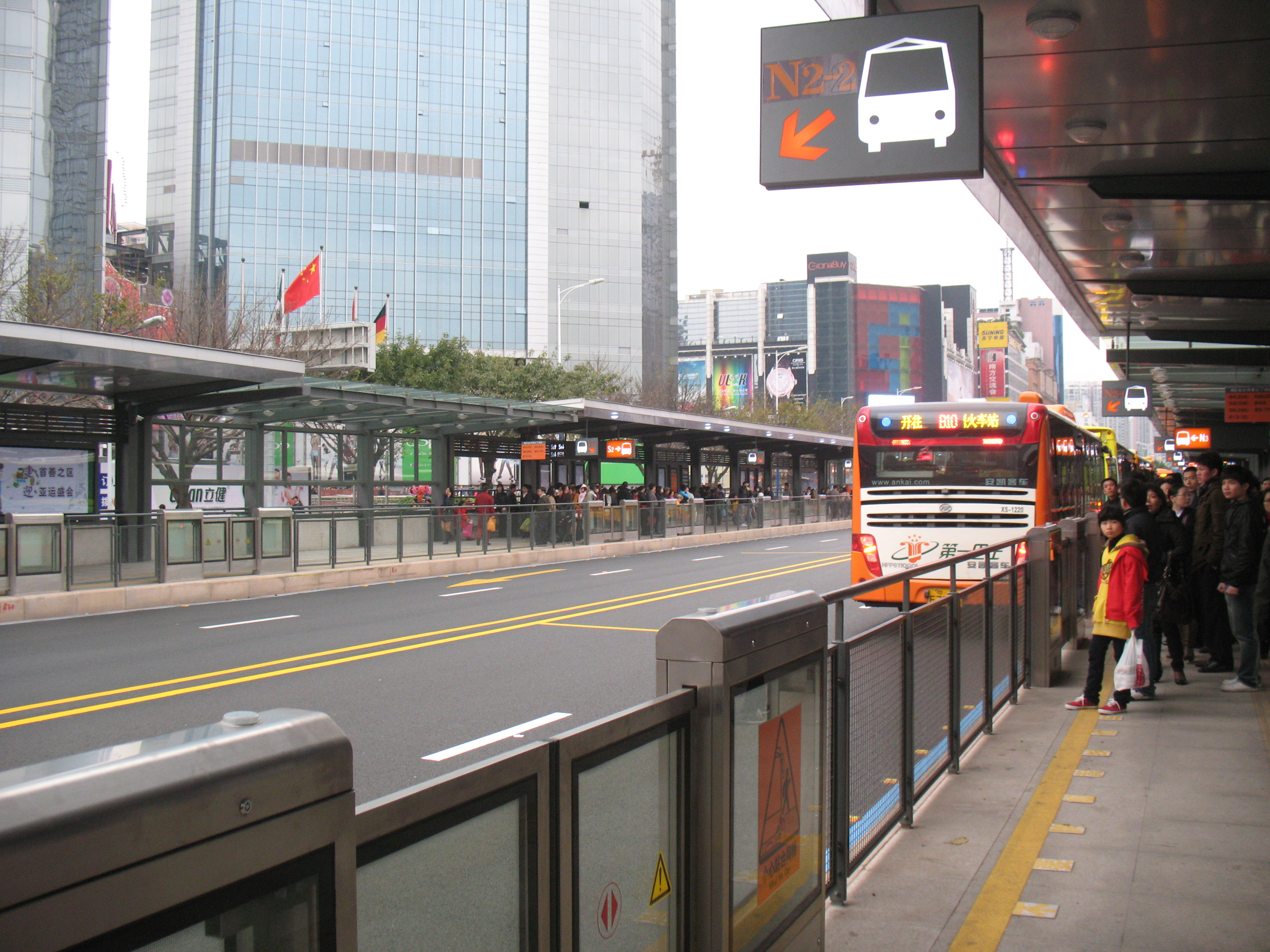
En GBRT-station vid Tianhe Sports Center.

2010 introducerades Guangzhou Bus Rapid Transit (GBRT) som är det näst största stombusssystemet (BRT) i världen efter Bogotás TransMilenio. Guangzhou Bus Rapid Transit har världens längsta BRT stationer som är runt 260 meter lång med en kapacitet för en buss var tionde sekund i en riktning. Än så länge är det bara en linje med 26 stationer, men två nya linjer och två förlängningar planeras. Vissa av stationerna ligger i direkt anslutning med tunnelbanorna.
Enligt en artikel som China Daily publicerade 6 juli 2007 var målet att bussar och taxifordon skulle vara gasoldrivna vid år 2010 för att marknadsföra renare bränslealternativ inför Asiatiska spelen 2010 som hölls i Guangzhou. Redan då sa Xian Weixiong, chef för Guangzhous kommunikations kommitté, att 85 % av alla bussar och taxifordon redan var utbytta mot gasoldrivna fordon, 6 500 bussar respektive 16 000 taxifordon.
Från och med 1 januari 2007 förbjöds motorcyklar i centrumområden, polisen satte upp 30 posteringar i staden och talade om för folk hur de nya reglerna löd, motorcyklar som från den 16 januari och framåt upptäckts konfiskeras. Motorcyklar var innan förbudet ett mycket vanligt färdmedel, men de orsakade även många olyckor, redan den 19 januari rapporterade Guangzhous trafikbyrå att trafikstockningarna minskat med 50 % och att antalet olyckor som rapporterats in minskat med 40 %. Som hjälp till de chaufförer som körde motorcykeltaxi arrangerades ett antal jobbmässor för att hjälpa till att erbjuda de jobb som fanns lediga för de som miste sina jobb.

#### Flygtrafik

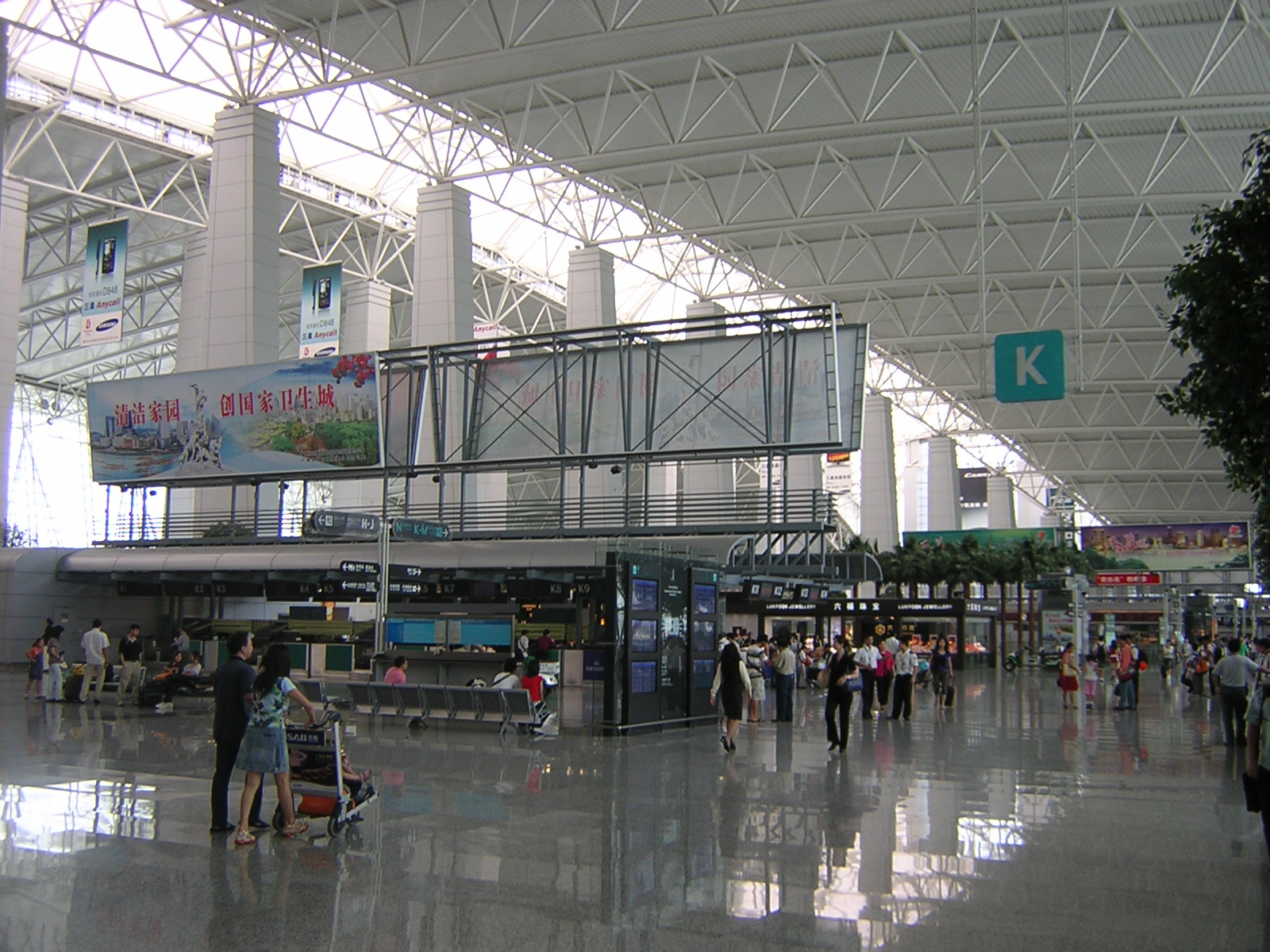
Guangzhou Baiyun International Airport

Guangzhou Baiyun International Airport (广州白云国际机场; pinyin: Guǎngzhōu Báiyún Guójì Jīchǎng) (IATA: CAN, ICAO: ZGGG) är den största flygplatsen i Guangzhou som har två landningsbanor och som ersatte en äldre flygplats med samma namn som öppnades 1932. Den äldre flygplatsen låg i centrum och på grund av att den inte klarade den expansion som behövdes, så började bygget av den nya flygplatsen 1992 efter ett antal års förberedelser. Både IATA och ICAO beteckning flyttades över till den nya flygplatsen när den öppnade den 5 augusti 2004. IATA-beteckningen kommer från den tidigare romaniseringen Canton. Under 2011 var Guangzhou Baiyun International Airport Kinas andra mest trafikerade och världens nittonde mest trafikerade flygplatsen i form av passagerartrafik, med 45 040 340 resenärer. När det gäller frakttrafiken var flygplatsen den tredje mest trafikerade i Kina och den tjugoförsta mest trafikerade i världen. Flygplatsen är ansluten till tunnelbanan via Airport South Station på linje 3, en extra station, Airport North Station är under planering. Flygplatsen kommer även få en tredje landningsbana och en till terminal som planeras vara färdig i slutet av 2015.

## Kultur och idrott

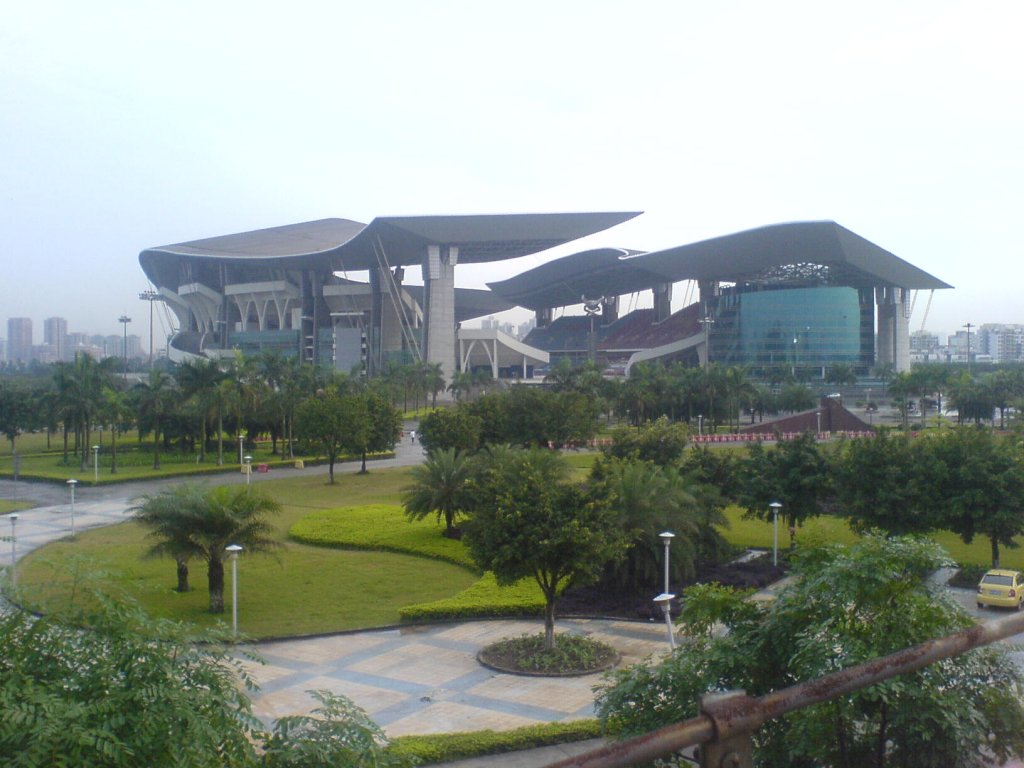
Guangdongs olympiastadion

Asiatiska spelen 2010 avgjordes i staden. I januari brukar en landslagsturnering i fotboll för damer spelas i Guangzhou. Fyra lag, oftast i världstopp, brukar delta.
Guangzhou har även varit värd för ett antal större sportarrangemang under åren bland annat:
- 1987 – Sjätte Nationella Spelen i Folkrepubliken Kina.
- 1991 – Världsmästerskapet i fotboll för damer.
- 2001 – Nionde Nationella Spelen i Folkrepubliken Kina.
- 2007 – Åttonde Nationella traditionella spelen av etniska minoriteter i Folkrepubliken Kina (kinesiska: 中华人民共和国少数民族传统体育运动会; pinyin: Zhōnghuá rénmín gònghéguó shào shù mínzú chuántǒng tǐyù yùndònghuì).
- 2008 – Världsmästerskapen i bordtennis.
- 2009 – Elfte Sudirman Cup, en badminton turnering som spelas med herr och dam mixade landslag. Den motsvarar tennisens Hopman Cup.